# Paya Baro (Woyla Timur)
Paya Baro is een bestuurslaag in het regentschap Aceh Barat van de provincie Atjeh, Indonesië. Paya Baro telt 311 inwoners (volkstelling 2010).